# Randegan (Kebasen)
Randegan is een bestuurslaag in het regentschap Banyumas van de provincie Midden-Java, Indonesië. Randegan telt 2986 inwoners (volkstelling 2010).